# Икономическа стабилност
Икономическа стабилност означава липсата на големи промени в икономическата активност, отсъствие на висока инфлация, икономически и финансови кризи, отсъствие на ексесивни промени, изменения и флуктуации в макроикономиката . В този смисъл икономика с ниска и стабилна инфлация, и константна продукция и производителност е стабилна. Съответно, обратното, икономика с чести големи рецесии, видим бизнес цикъл, много висока или варираща инфлация, или чести финансови кризи се смята за икономически нестабилна.
Стабилната финансова система ефикасно разпределя ресурси, оценява, определя и управлява финансовите рискове, поддържа ниски нива на безработица и поддържа стабилни монетарни нива при елиминирани движения на ценовите нива. Финансовата стабилност е от съществено значение за поддържане на увереност и сигурност в икономиката.